# Rozłupana
Rozłupana – skała w grupie Pomorskich Skał (zwanych też Pomorzańskimi Skałkami) po północno-zachodniej stronie Olkusza w województwie małopolskim, w powiecie olkuskim. Skały znajdują się po wschodniej stronie ulicy Długiej w należącym do Olkusza osiedlu Pomorzany. Pod względem geograficznym jest to Płaskowyż Ojcowski na Wyżynie Olkuskiej.
Rozłupana znajduje się w lesie na szczycie wzniesienia, obok drugiej bezimiennej skały. Pomiędzy nimi jest wąskie przejście (przełaz). Przełaz to zbudowany z twardych wapieni skalistych ostaniec o wysokości do 6 m, ścianach połogich, pionowych lub przewieszonych. Uprawiana jest na nim wspinaczka skalna o charakterze boulderingowym. Są 4 drogi wspinaczkowe (w tym 1 projekt) o trudności od VI do VI.2+ w skali krakowskiej. Wszystkie (łącznie z projektem) mają zamontowane stałe punkty asekuracyjne: 2 ringi (r) i stanowiska zjazdowe (st).
1. Dziób nosorożca; VI.2, 2r + st
2. Faceci w Rajtuzach; VI.2+, 2r + st

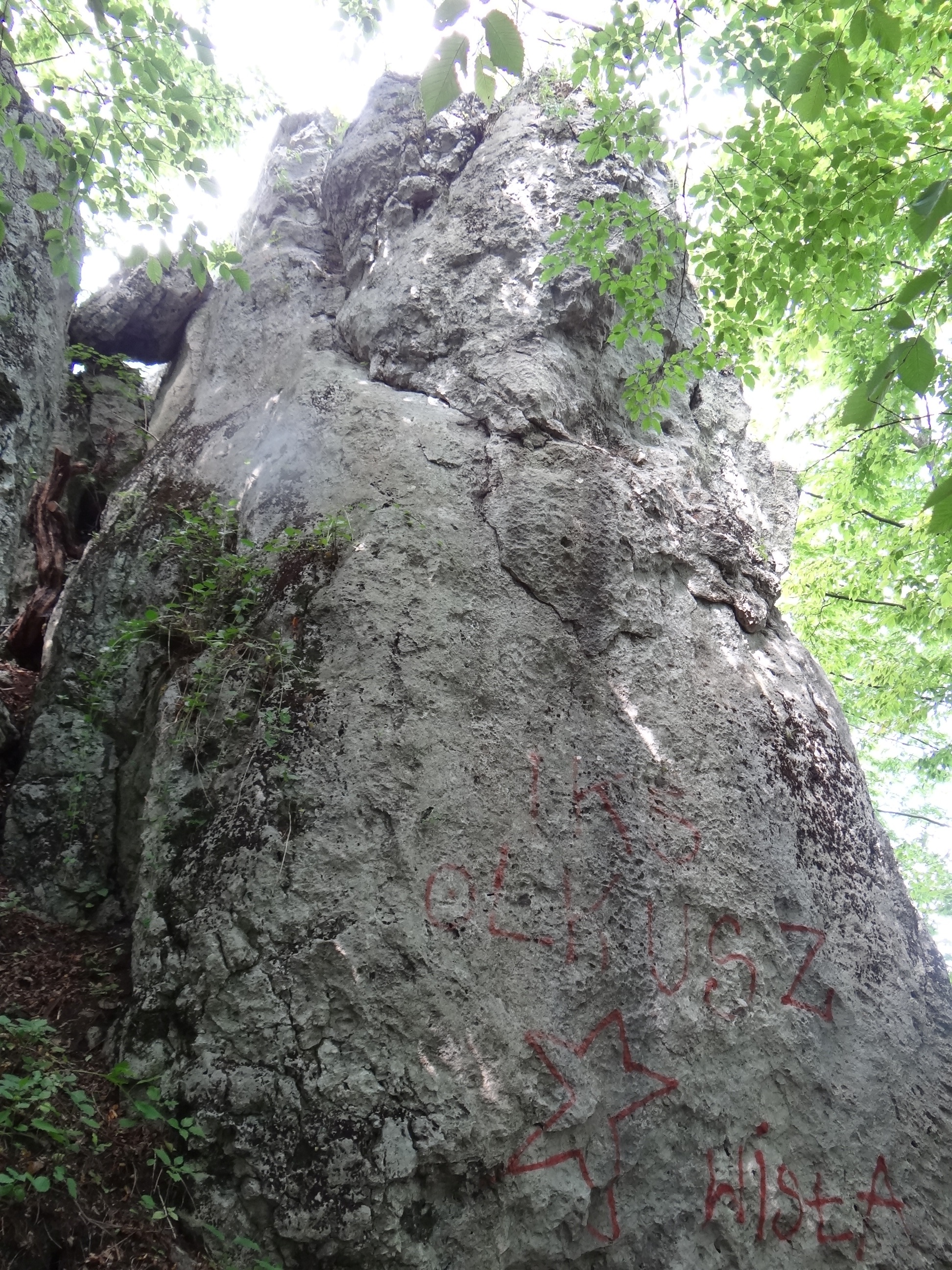
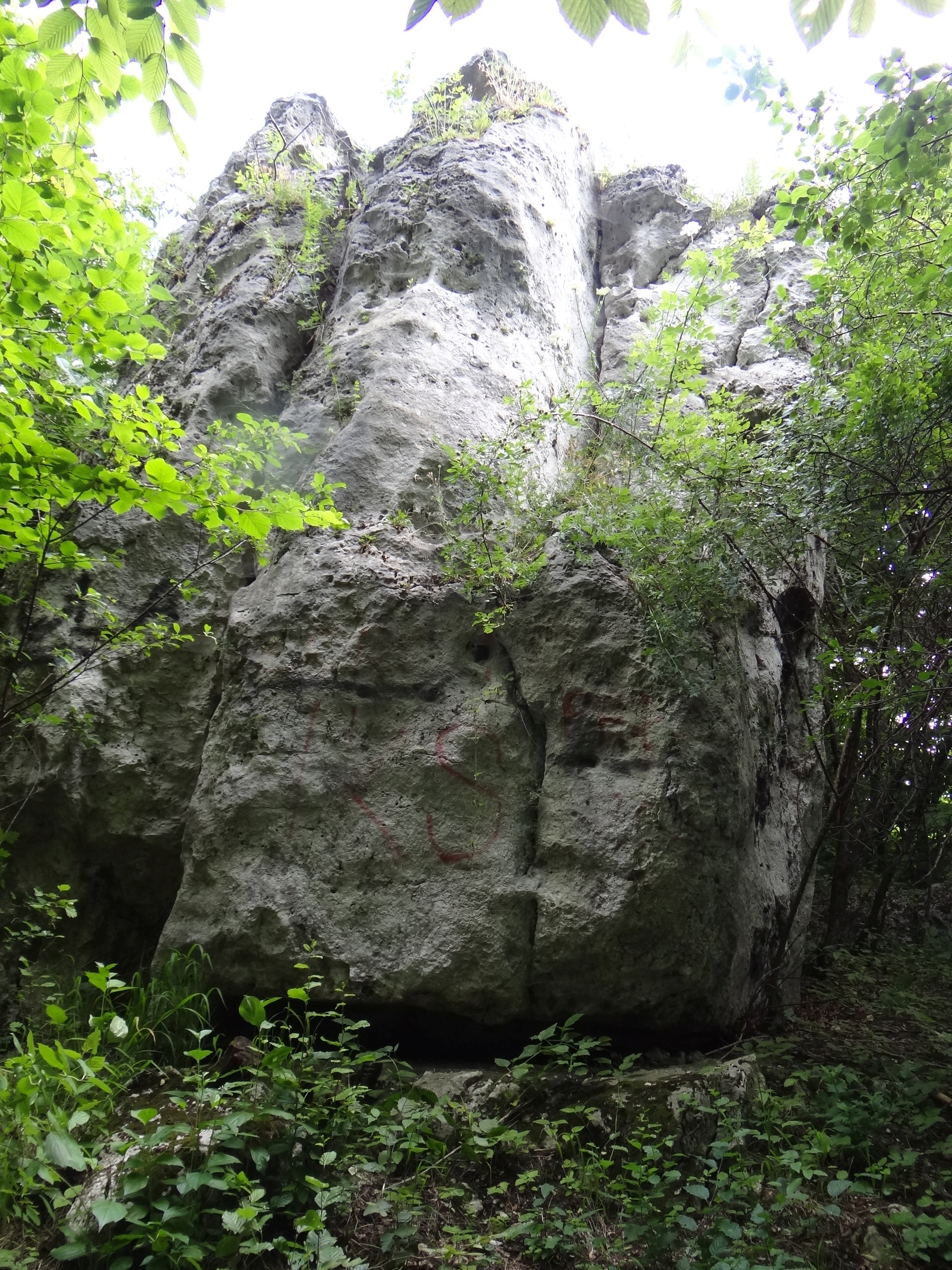
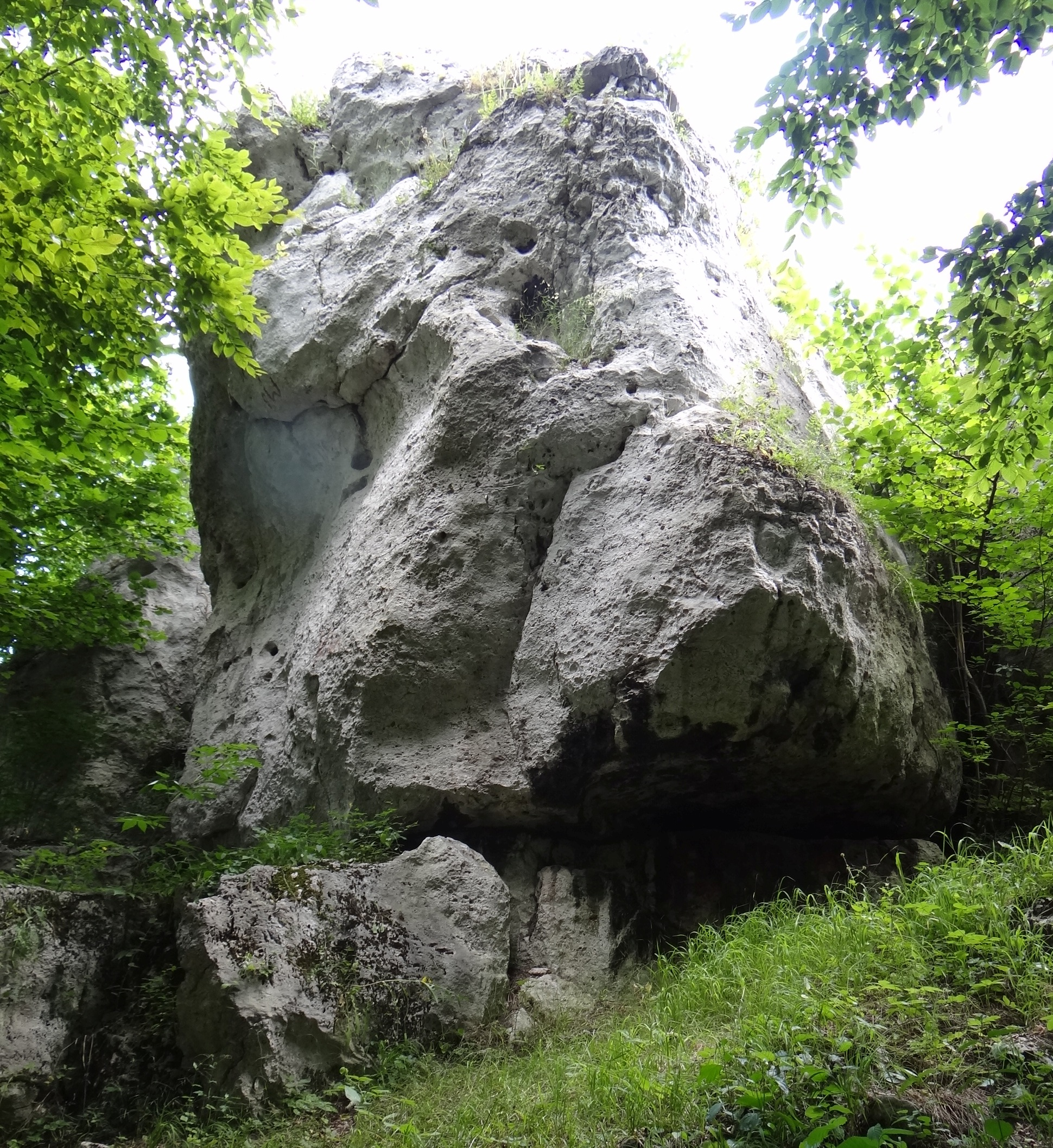
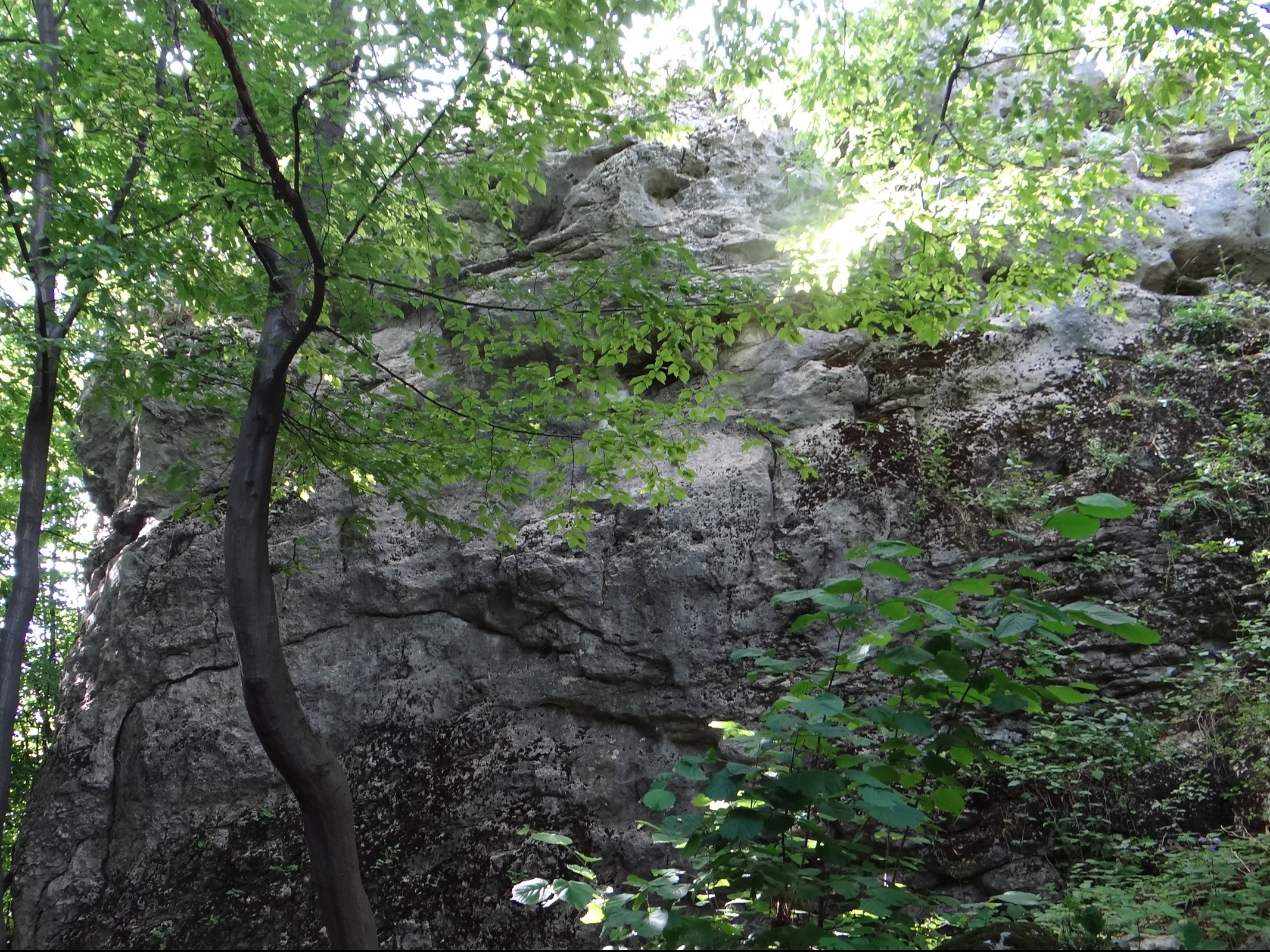

3. Najkrótsza; VI+, 2r + st
4. Projekt; 2r + st[4].